# چبوا
چبوا (به لاتین: Trzebowa) یک سکونتگاه مسکونی در لهستان است که در Gmina Dobrzyca واقع شده‌است.